# Louis-Marie Londot
Louis-Marie Londot (Namur, 11 mars 1924 - Bioul, 15 décembre 2010) est un peintre belge dont l'œuvre se caractérise par une grande diversité stylistique et une exploration constante de nouvelles voies d'expression. Formé à l'Académie des Beaux-Arts de Namur, il évolue de premières influences figuratives vers l'abstraction, puis le Pop Art, tout en développant un travail important dans le domaine du vitrail et de la polychromie, principalement pour des édifices religieux. Son parcours est marqué par une recherche constante, une maîtrise des techniques et une sensibilité tant à la lumière et à la couleur qu'à la matière et à l'espace.

## Biographie
Louis-Marie Londot naît à Namur le 11 mars 1924, fils de Franz Londot et de Jeanne Gerard. En 1947, il épouse Monique Massaux et devient père de son premier enfant, Yolande Londot.
De 1938 à 1944, il étudie à l'Académie des Beaux-Arts de Namur, où il reçoit l'enseignement d'Albert Dandoy, Eugène Colignon et Yvonne Gérard. Durant cette période, il s'initie au dessin et à la peinture. En 1942, il rencontre l'artiste-peintre Yvonne Perin, dont l'univers plastique poétique l'influence grandement.
Pendant la Seconde Guerre mondiale, Londot est réfractaire au Service du Travail Obligatoire (S.T.O.) et rejoint le Mouvement national belge clandestin (M.N.B.). En août 1944, son atelier de la rue Émile Cuvelier à Namur est détruit lors du bombardement de la ville.
Après la guerre, il travaille pour l'U.S. Army au « Special Service », réalisant des travaux de décoration, de publicité et des portraits. Il est engagé pour reconstituer les décors du Théâtre royal de Namur, détruits par les bombardements.
De 1949 à 1954, il réalise des calicots de cinéma pour les salles de Namur. En 1951, il entre en contact avec le chanoine André Lanotte de la Commission d'Art Sacré et réalise sa première polychromie à l'église de Lomprez, en collaboration avec l'architecte Roger Bastin.
De 1953 à 1965, il enseigne le dessin au Collège Notre-Dame de Bellevue à Dinant.
En 1954, il est distingué au Prix de la Jeune Peinture. En 1955 naît un second enfant, Hugues-André Londot.
De 1956 à 1977, Londot enseigne la peinture monumentale et le vitrail à l'Institut Sainte-Marie de Bruxelles. En 1959, il fonde le groupe « Axe 59 » avec Pierre Lahaut, Félix Roulin, Jean-Marie Van Espen, Marcel Warrand et Jean Willame.
Dans les années 1960, il reçoit plusieurs distinctions et mentions pour sa production non figurative: des distinctions au Prix Hélène Jacquet et au Prix de la Ville d'Ostende en 1960 ainsi qu’au prix Olivetti en 1965, une mention au Prix de la Jeune Peinture en 1962. Cette même année, il reçoit à Ostende, une médaille d’or au Prix International Europe.
En 1962, il s'installe dans une maison construite par l'architecte Roger Bastin à Namur, rue Saint-Martin.
En 1966, il est membre fondateur du groupe « Axe 66 ».
En 1978, une importante rétrospective de son œuvre est organisée. Cette rétrospective, intitulée « Louis-Marie Londot: Jeu d'amour, 30 ans de peinture », a été présentée dans plusieurs villes de Wallonie, Namur, Liège et Mons. Elle a permis de rassembler les principaux témoins de son parcours pictural.
En 1982, il fonde l'ASBL « Rez-de-chaussée 28 » avec Jean-Marie Van Espen et Marcel Warrand, un centre d'animation culturelle à Namur.
Louis-Marie Londot décède le 15 décembre 2010 à Bioul à l’âge de 86 ans.
De novembre 2015 à février 2016, la Maison de la Culture de Namur (Delta), propose une rétrospective de la période Pop Art de l’artiste.
En 2022, des œuvres de la période Pop Art (Supermarché, Voiture de course et son pilote, etc.) de l'artiste sont exposées au LAAC à Dunkerque dans le cadre de l'exposition « Belgitudes », présentant un aperçu de la collection d'art belge d'après-guerre du collectionneur Maurice Verbaet.

## Œuvre picturale
L'œuvre de Louis-Marie Londot témoigne d'une exploration constante et d'une évolution marquée par différentes périodes artistiques.

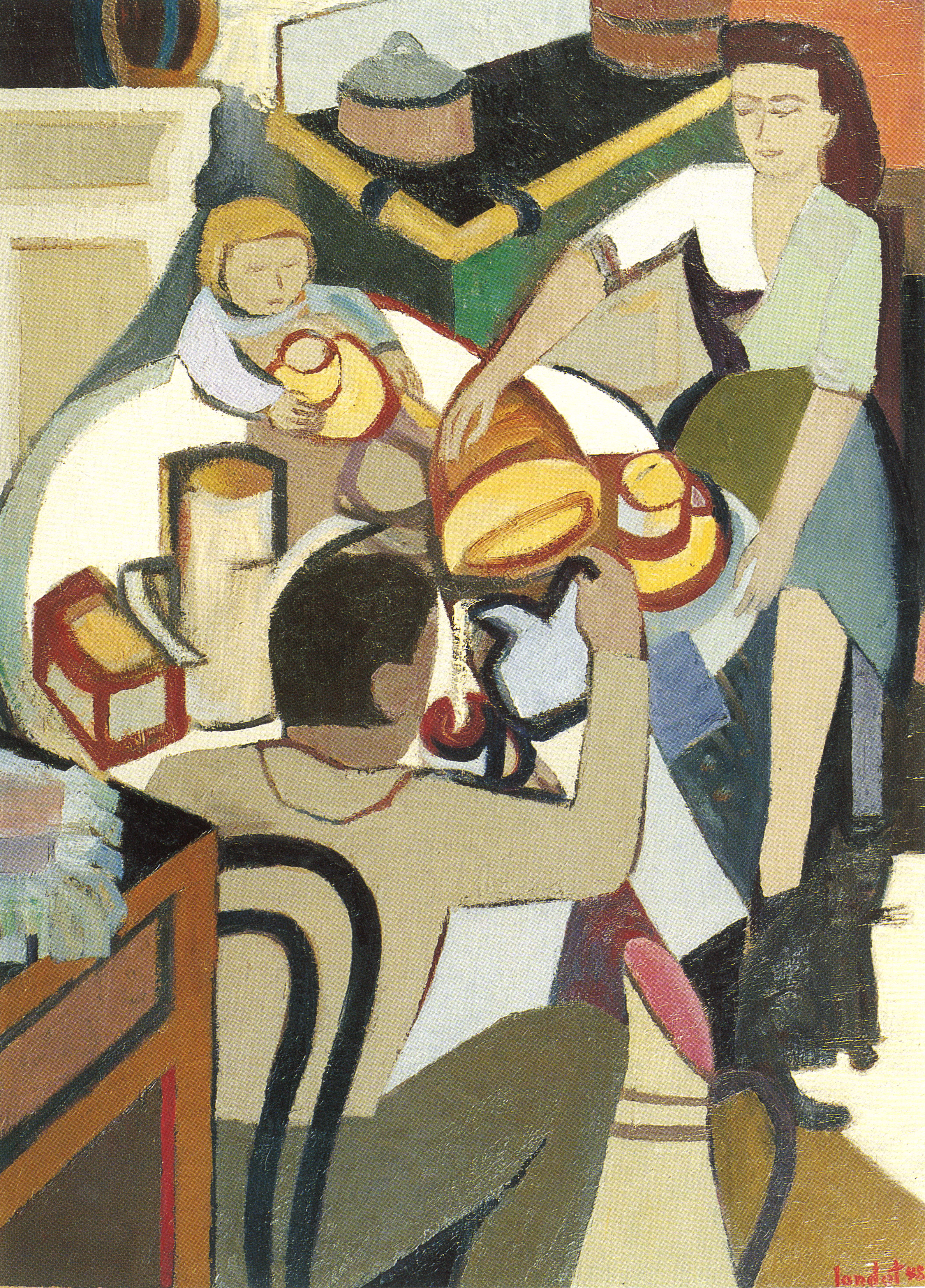
Déjeuner, 1948.

### Formation et premières influences (1938-1949)
De 1938 à 1944, Londot se forme à l'Académie des Beaux-Arts de Namur, où il s'initie aux techniques traditionnelles du dessin, de la peinture et de la décoration. Durant cette période et dans les années qui suivent la guerre, ses premières œuvres s'attachent à capturer la lumière de la vallée de la Meuse et les couleurs des vieux quartiers de Namur. La rencontre avec Yvonne Perin en 1942 l'ouvre à une réflexion plus approfondie sur l'art et la création, l'éloignant progressivement d'un naturalisme strict au bénéfice d’une atmosphère humaniste. À la fin des années 1940, Londot explore une analyse géométrique de l'espace, influencé par les théories d'André Lhote. Cette recherche se traduit par une construction plus rigoureuse de ses tableaux, une hiérarchisation des éléments et une attention particulière à la structure. Ses œuvres de cette période se caractérisent par des traits affirmés et des coloris plus aigus,,,.

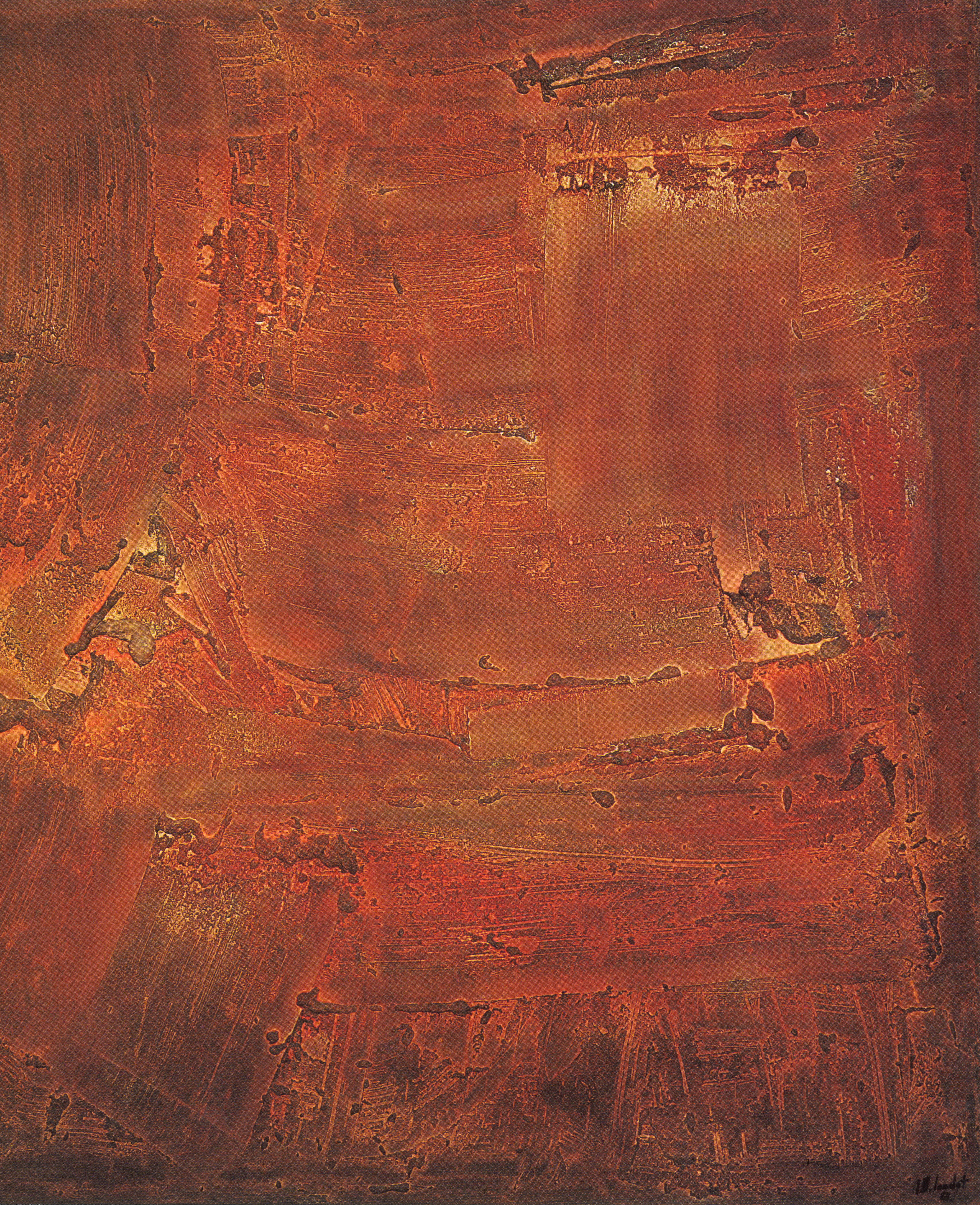
Matière Rouille, 1963.

### La période abstraite et l'exploration de la matière (milieu des années 1950 - 1965)
Au milieu des années 1950, l'œuvre de Londot prend un tournant décisif avec son passage à l'abstraction et une exploration approfondie de la matière. Cette période est caractérisée par une recherche intense de nouveaux moyens d'expression. Il développe une forme de « peinture matiériste ». Ses œuvres de cette période se distinguent par des textures riches et variées, obtenues par l'utilisation d'enduits, de spatules et de couteaux. Il expérimente avec des jeux de lumière et de matité, des reliefs, des stries et des grains, créant des compositions qui évoquent des paysages minéraux ou des « morceaux de genèse ». La couleur est souvent réduite à une palette austère, voire monochrome, avant de réapparaître progressivement. La construction de l'espace pictural devient rigoureuse, avec une hiérarchisation des éléments et une recherche de l'essentiel. En 1959, il participe à la création du groupe « Axe 59 », qui rassemble des artistes partageant une sensibilité pour cette abstraction matiériste. Au début des années 1960, Londot atteint une maîtrise technique dans cette expression matiériste, qui lui vaut reconnaissance et prix,,,.

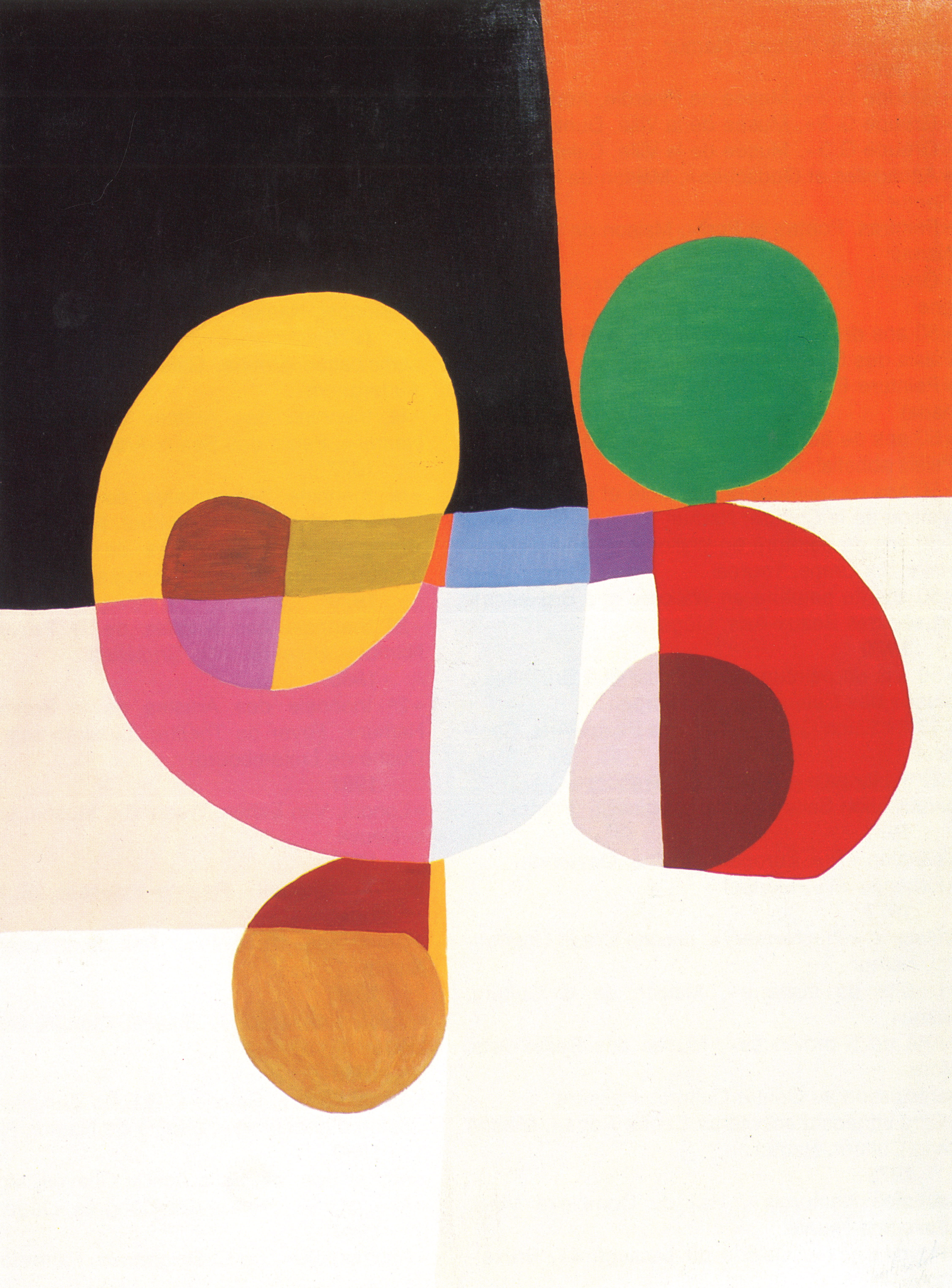
N°56, 1966, Collection de la Province de Namur.

### L'année charnière de 1966 et le renouveau de la couleur
L'année 1966 constitue un tournant décisif dans l'œuvre de Londot. Après avoir exploré l'abstraction matiériste, il revient à une palette plus colorée et à des formes plus simples. Ses peintures de cette période se distinguent par des couleurs vives, des formes géométriques disposées en aplats et une organisation dynamique de l'espace. Cette nouvelle orientation coïncide avec la création du groupe « Axe 66 ». Un exemple représentatif des oeuvres de cette année 1966 peut être admiré au sein du baptistère de l’Eglise Saint-Loup à Namur,,,.

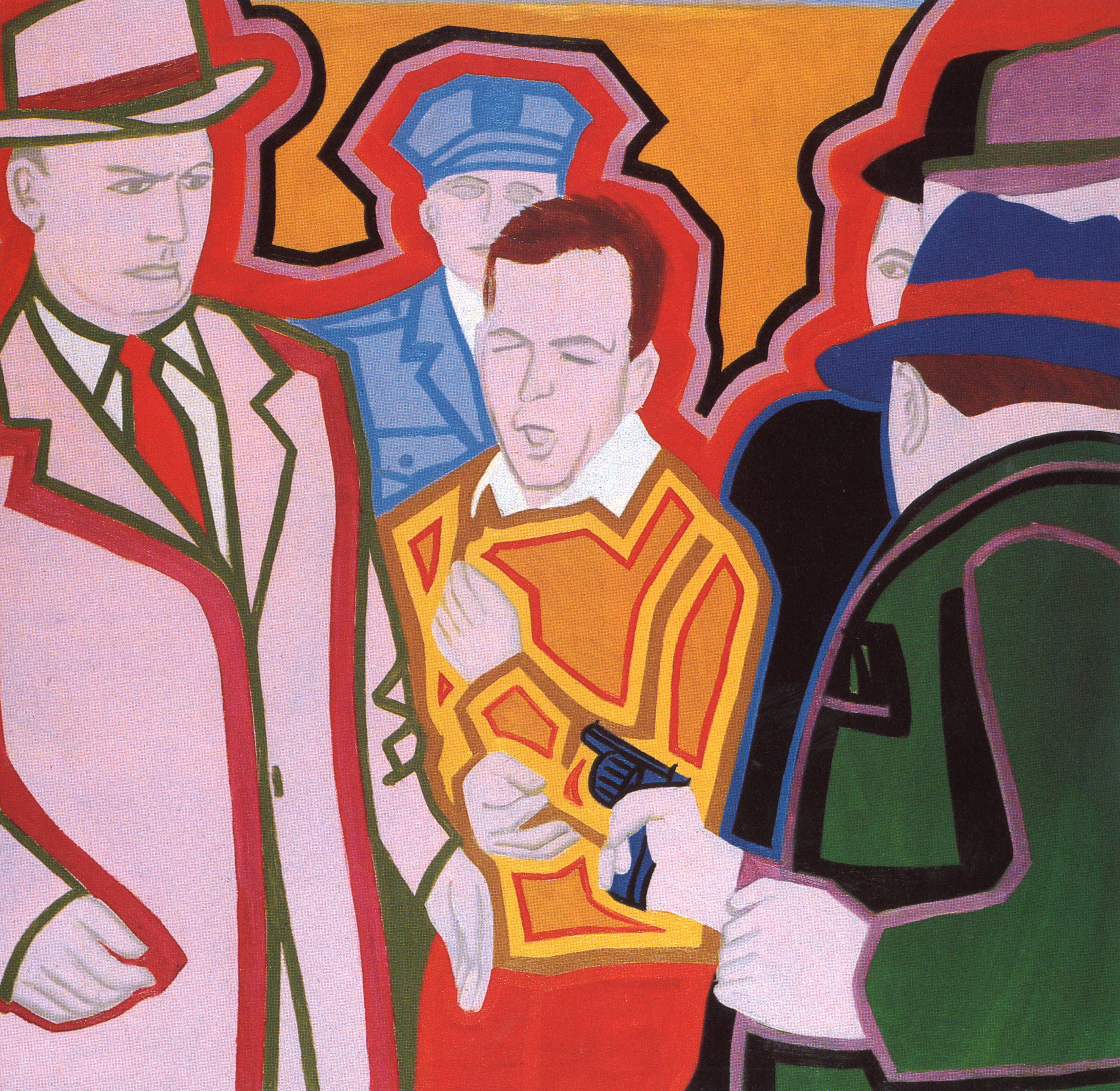
La Fin d'Oswald, 1967.

### La période Pop Art (1967 - années 1970)
À partir de 1967, Londot s'intéresse au Pop Art, influencé par l'exposition « Pop'Art et Nouveau Réalisme » de 1965. Il commence à intégrer dans ses toiles des icônes de la société de consommation et des figures médiatiques des années 1960, traitées dans des couleurs crues et des formes schématiques. Parmi les sujets représentés, on trouve des « héros » et des « fétiches » de l'époque, comme Martin Luther King, Lee Harvey Oswald et le pape Jean XXIII, mais aussi des objets de consommation courante, des scènes familières ou des thèmes bibliques. La rose est un thème récurrent dans cette période. Louis-Marie Londot s'est également intéressé aux thèmes liés à la civilisation machiniste, notamment à travers sa série sur les camions. Le camion, en tant qu'emblème de cette civilisation, devient un sujet récurrent dans son œuvre de cette époque. Son Pop Art se distingue cependant de celui de ses homologues anglo-saxons par une volonté de poétiser le quotidien et d'interroger les mythes de la société de consommation avec une ironie et un humour tonique. De 1972 à 1974, il réalise également des sérigraphies, prenant pour modèles certains tableaux de sa période Pop Art (Petit Train, Rose, Camion, Compteur Electrique, Ruines Pont),,,,.

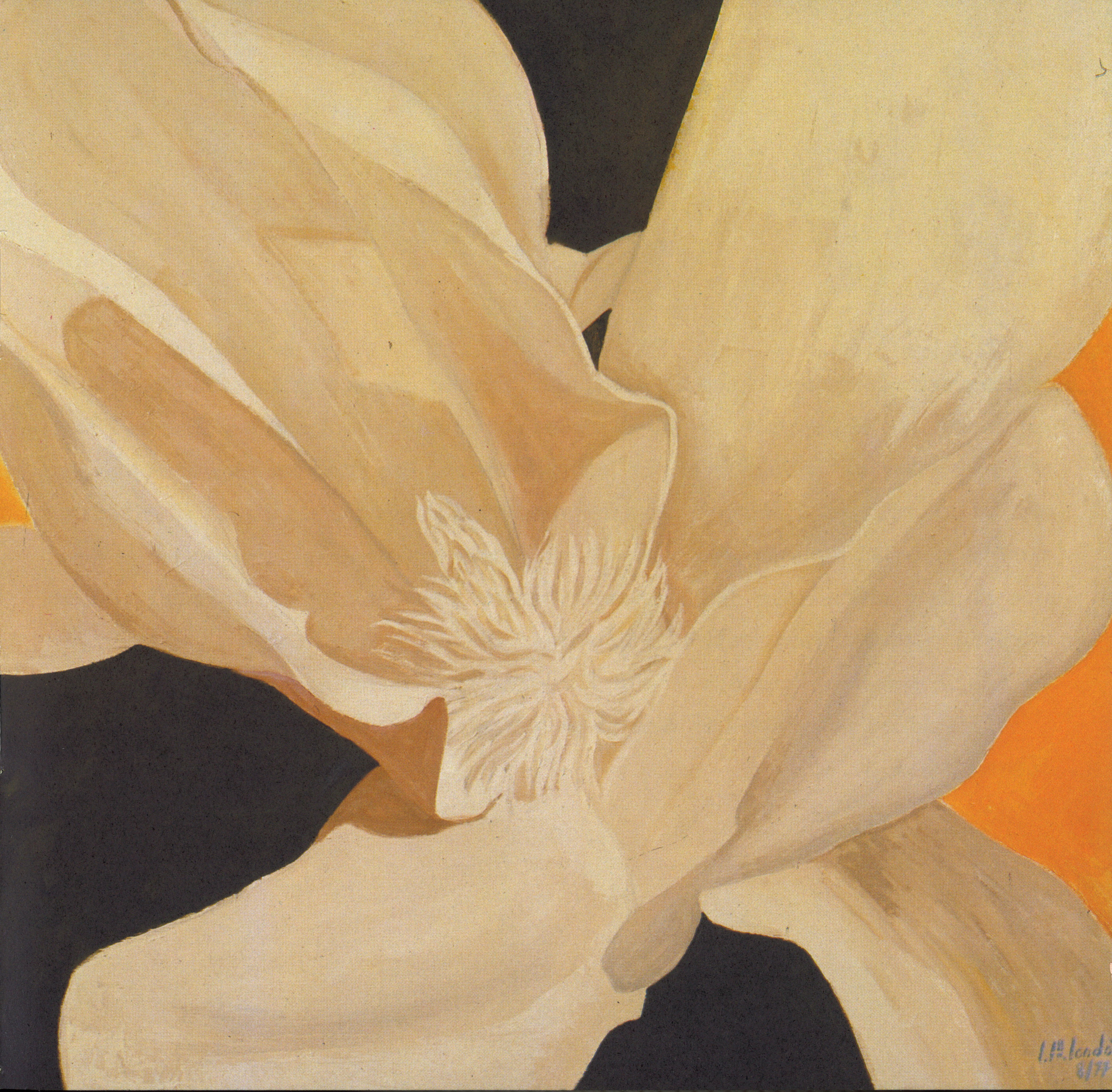
Magnolia D, 1977.

### Au cours des années 1970
Dans les années précédant sa grande rétrospective de 1978 à la Maison de la Culture de Namur, Louis-Marie Londot développe une série d'œuvres centrées sur les fleurs. S'inspirant des fleurs de son propre jardin en terrasses, tout proche de la citadelle de Namur, il représente avec un style réaliste et très coloré des iris, des roses, des lupins, des tulipes, des magnolias et des marguerites. Ces fleurs sont souvent peintes en très grand format, capturant l'intimité de leurs détails, comme si l'œil était plongé au cœur de la corolle. Ces œuvres témoignent d'une tendresse et d'une sensualité qui marqueront un lien et une transition vers la représentation du corps humain dans ses travaux ultérieurs,.

## Œuvres intégrées à l'architecture
Après la Seconde Guerre mondiale, la reconstruction et la rénovation des édifices religieux dans les provinces de Namur et de Luxembourg sont devenues une priorité essentielle. La Commission d'Art Sacré, sous la direction éclairée du chanoine André Lanotte, a joué un rôle crucial dans ce renouveau en rassemblant des artistes et des architectes de grand talent.
Parmi les figures marquantes de cette période, on trouve l'architecte Roger Bastin et l'artiste Louis-Marie Londot, dont la collaboration a été particulièrement riche et féconde. Le chanoine Lanotte, véritable visionnaire de l'esthétique religieuse contemporaine, a favorisé cette association, convaincu de la nécessité d'une approche coordonnée et novatrice pour revitaliser l'art sacré.

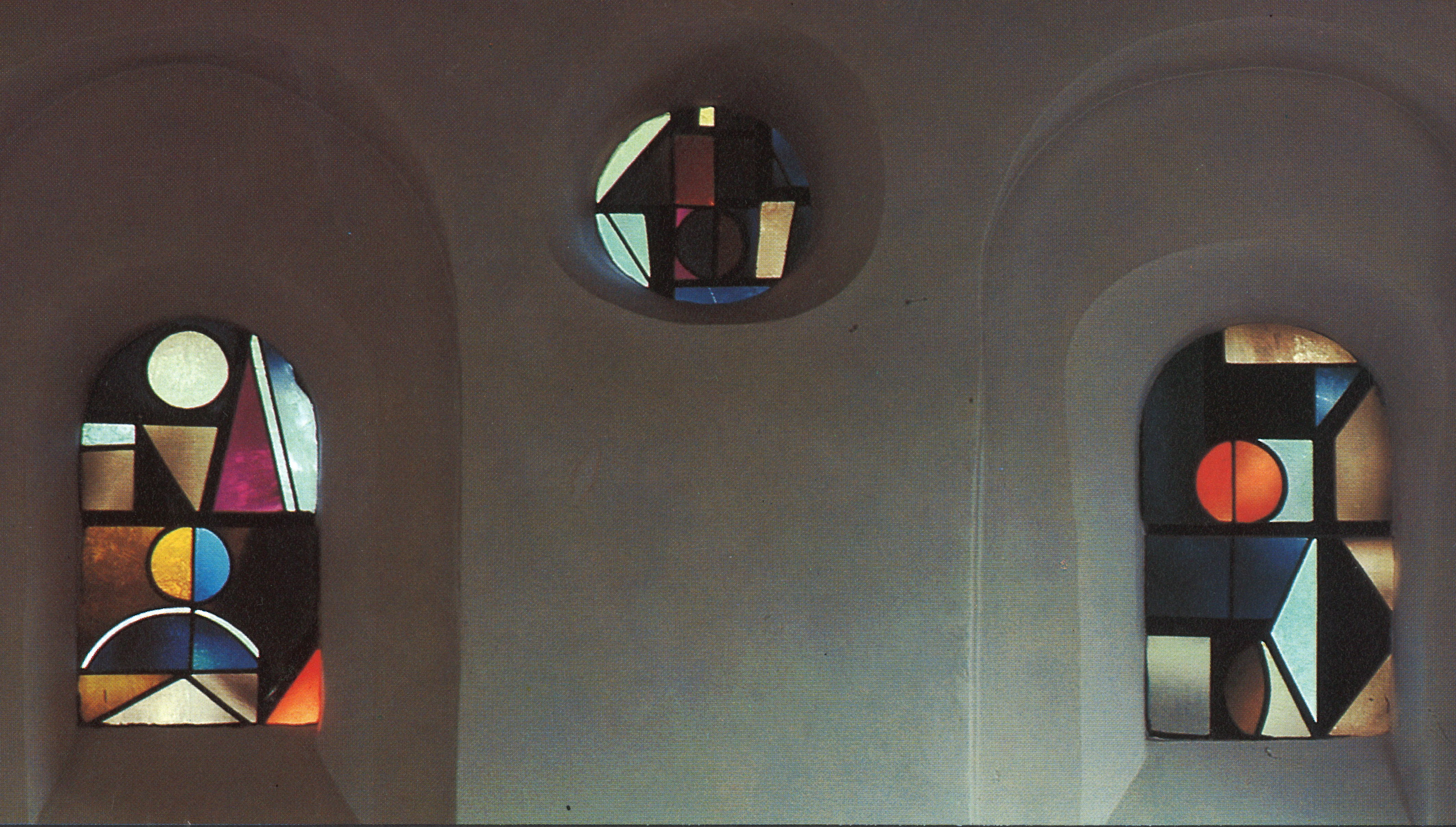
Vitraux de Waha, 1958.

Roger Bastin a apporté sa rigueur sensible et son expertise architecturale à de nombreux projets, tandis que Louis-Marie Londot a renouvelé le langage de l'art religieux à travers ses polychromies et ses vitraux, insufflant une nouvelle modernité aux espaces sacrés. Leur travail, guidé par la vision du chanoine Lanotte, a permis de créer des lieux de culte qui répondent aux besoins spirituels de l'homme moderne, en conciliant respect du passé et ouverture à la modernité.
Plusieurs réalisations emblématiques témoignent de cette collaboration fructueuse. À Beho, Londot a réalisé une polychromie générale et celle des retables, apportant une nouvelle luminosité et une harmonie colorée à l'intérieur de l'église. À Waha, il a conçu des vitraux transformant l'espace par le jeu de la lumière et des couleurs. À La Forêt-Vresse, son intervention a consisté en une peinture monumentale du plafond et la mise en valeur de la pierre d'autel, soulignant ainsi les éléments importants de l'édifice.

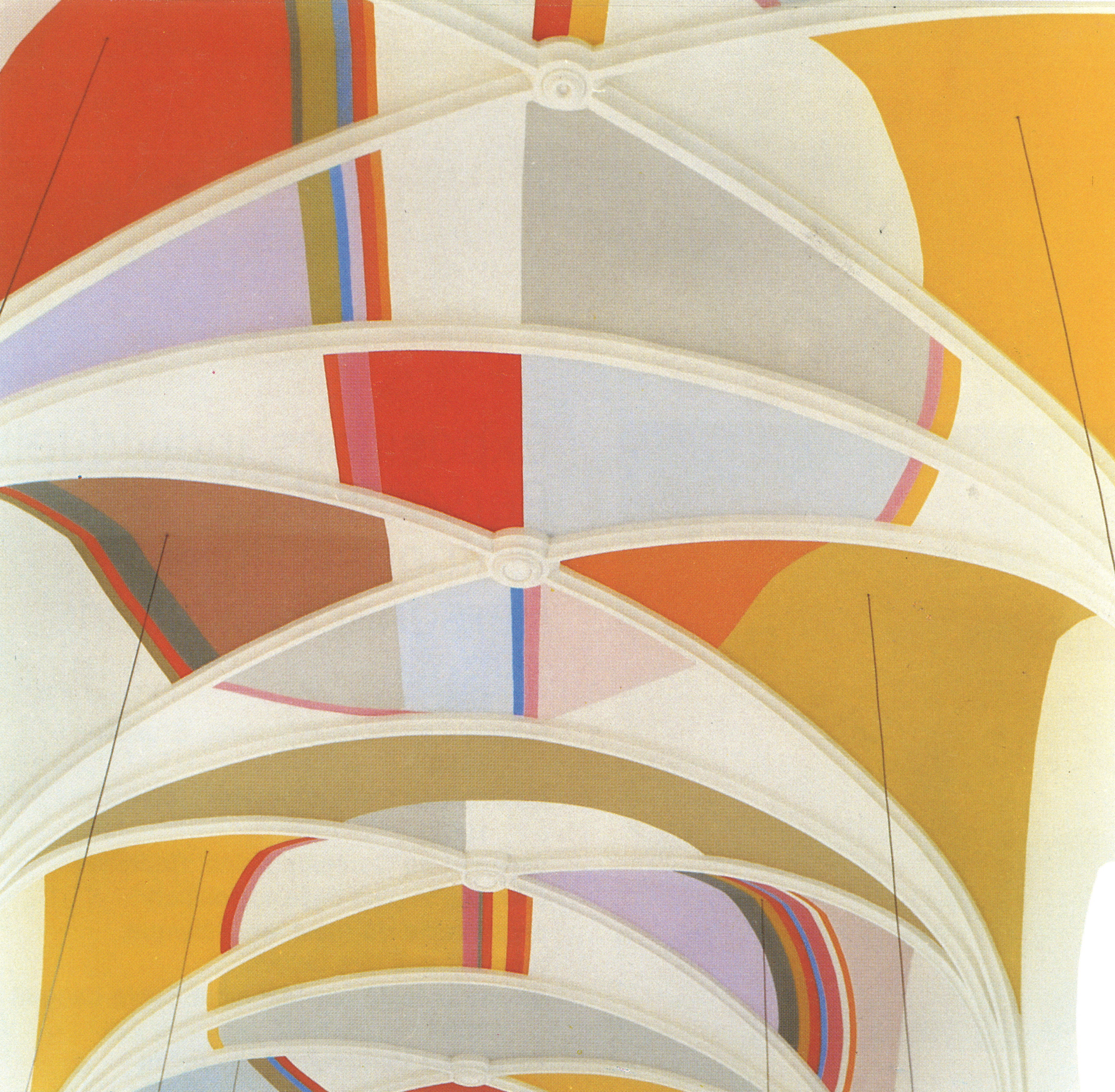
Eglise de Marbehan, 1971.

Le Grand Séminaire de Namur constitue un exemple particulièrement significatif de cette synergie entre l'architecture de Roger Bastin et l'art du vitrail de Londot. Dans ce projet d'envergure, Londot a créé des vitraux qui s'intègrent parfaitement à l'architecture rationnelle du bâtiment, jouant avec la lumière et les couleurs pour créer une atmosphère propice à la contemplation et au recueillement.
L'œuvre commune de Bastin, Londot et Lanotte a marqué une étape importante dans l'histoire de l'art religieux de la région, en laissant un héritage de beauté et de spiritualité renouvelées.
Les archives de Louis-Marie Londot relatives à ses nombreuses interventions dans les églises dans les provinces de Namur et du Luxembourg sont conservées aux Archives du monde catholique (ARCA), plateforme documentaire de l'institut de recherches Religions, Spiritualités, Cultures, Sociétés (RSCS) de l'Université catholique de Louvain, à Louvain-la-Neuve.

## Expositions individuelles
- 1957: Galerie Les Contemporains, Bruxelles
- 1959: Galerie Les Contemporains, Bruxelles
- 1962: Galerie Les Contemporains, Bruxelles (Titre de la plus belle exposition personnelle du mois, en Belgique, pour les peintres belges, comité présidé par Monsieur Emile Langui)
- 1964: Palais des Beaux-Arts, Bruxelles; Palais des Beaux-Arts, Charleroi
- 1965: Galerie Carlos Demeester, Roeselare
- 1966: Galerie du Disque Rouge, Bruxelles
- 1972: Galerie Rops, Namur
- 1973: Galerie Rops, Namur
- 1974: Galerie Tardy, Enschede (Pays-Bas)
- 1978: «Jeux d'amour - 30 ans de peinture», Rétrospective, Maison de la Culture, Namur
- 1979: Salle Saint-Georges, Mons; Musée du Sart-Tilman, Liège

## Galerie

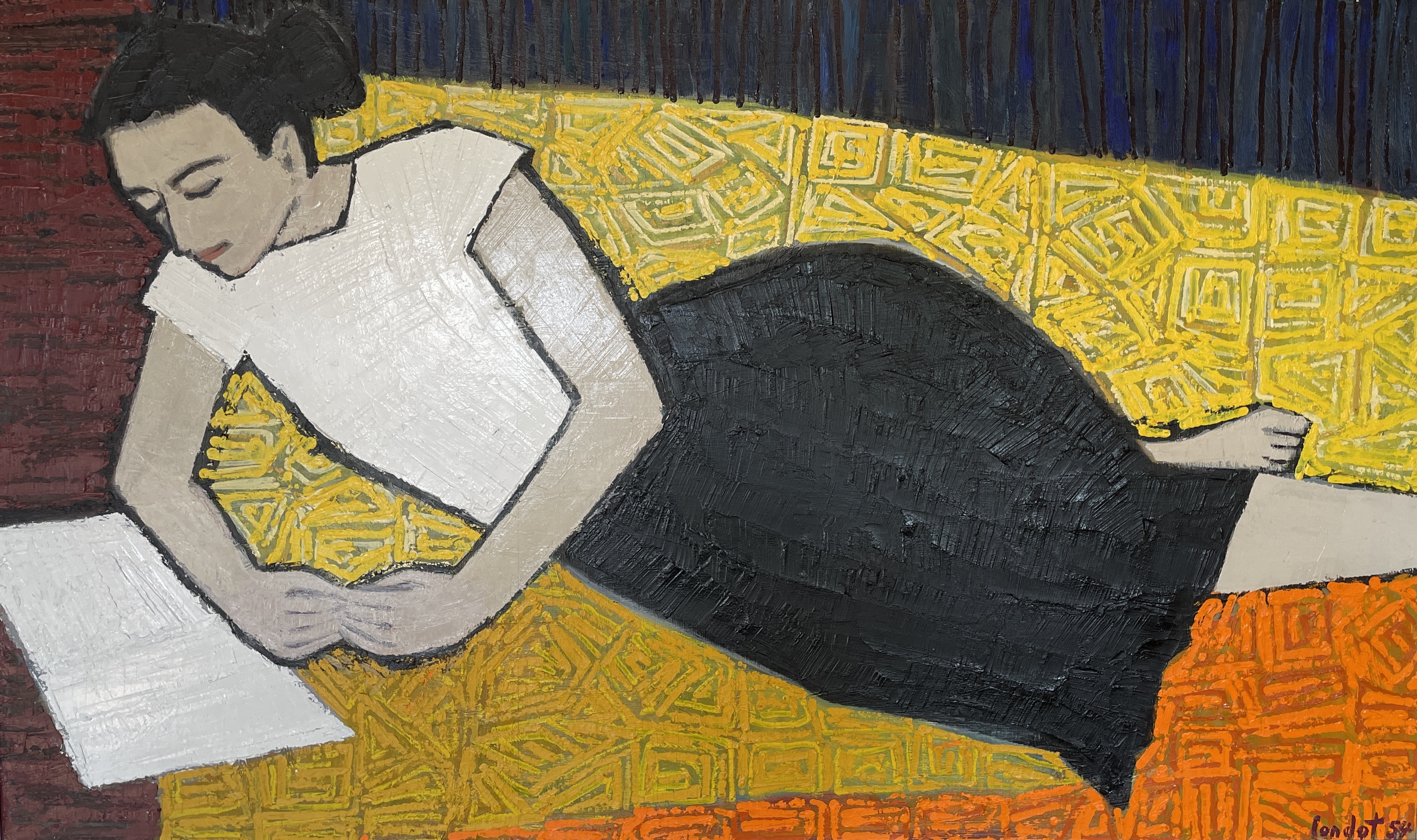
La Lecture, 1954. Huile sur panneau, 73,3 × 122,5 cm.
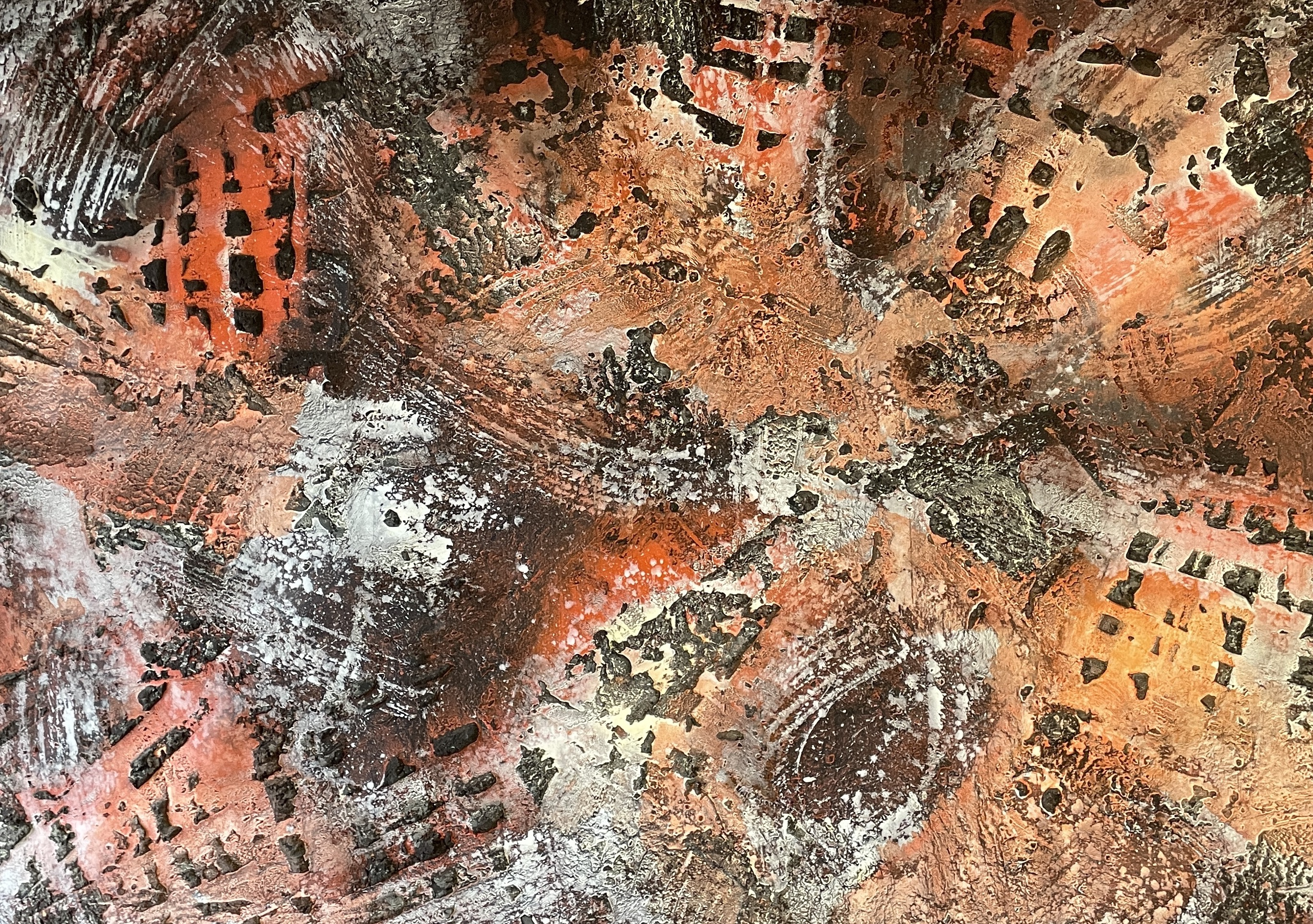
N°42 (détail), 1963. Technique mixte sur toile, 300 × 200 cm.
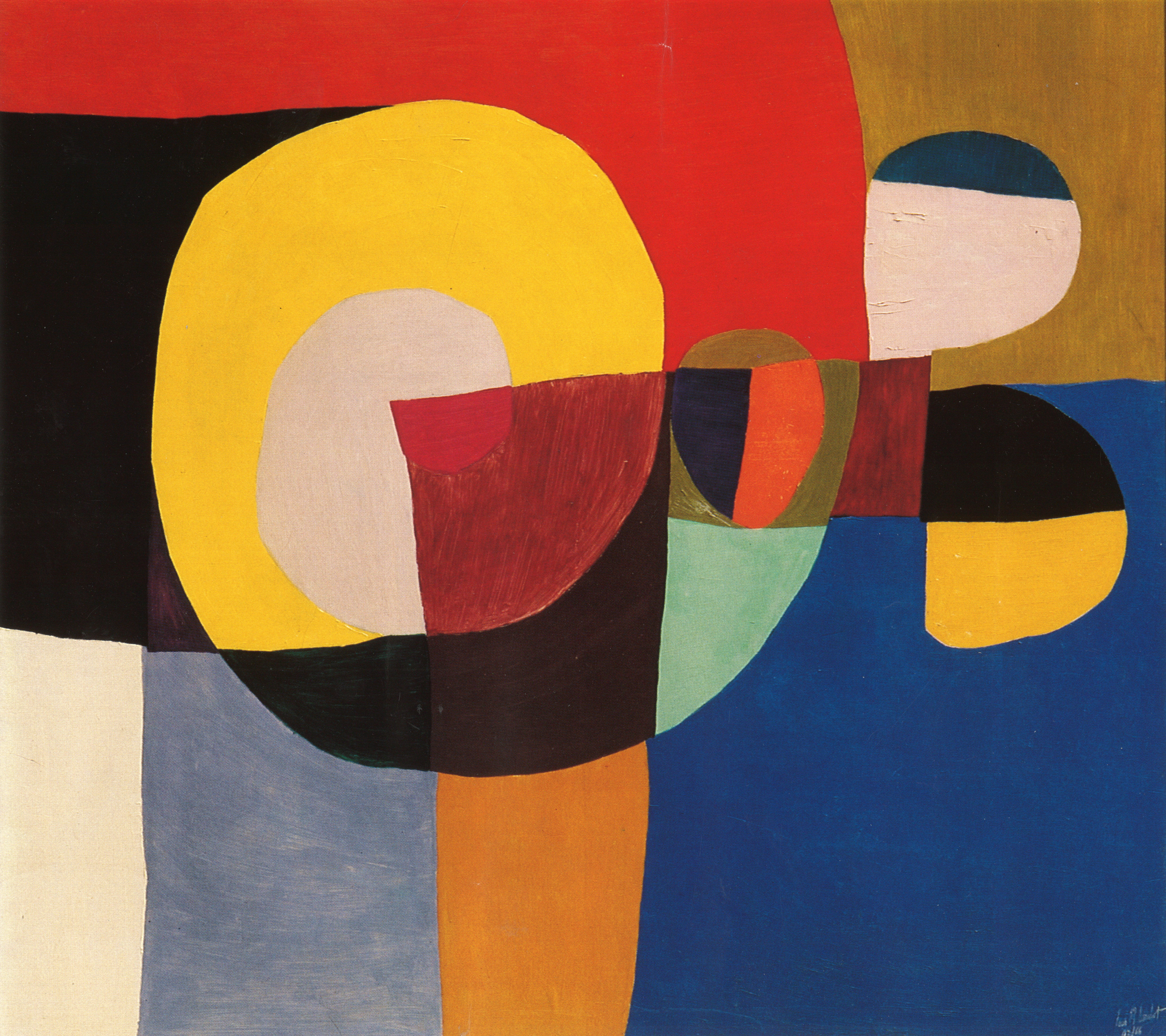
Alleluia, 1966. Huile sur panneau, 200 × 200 cm.
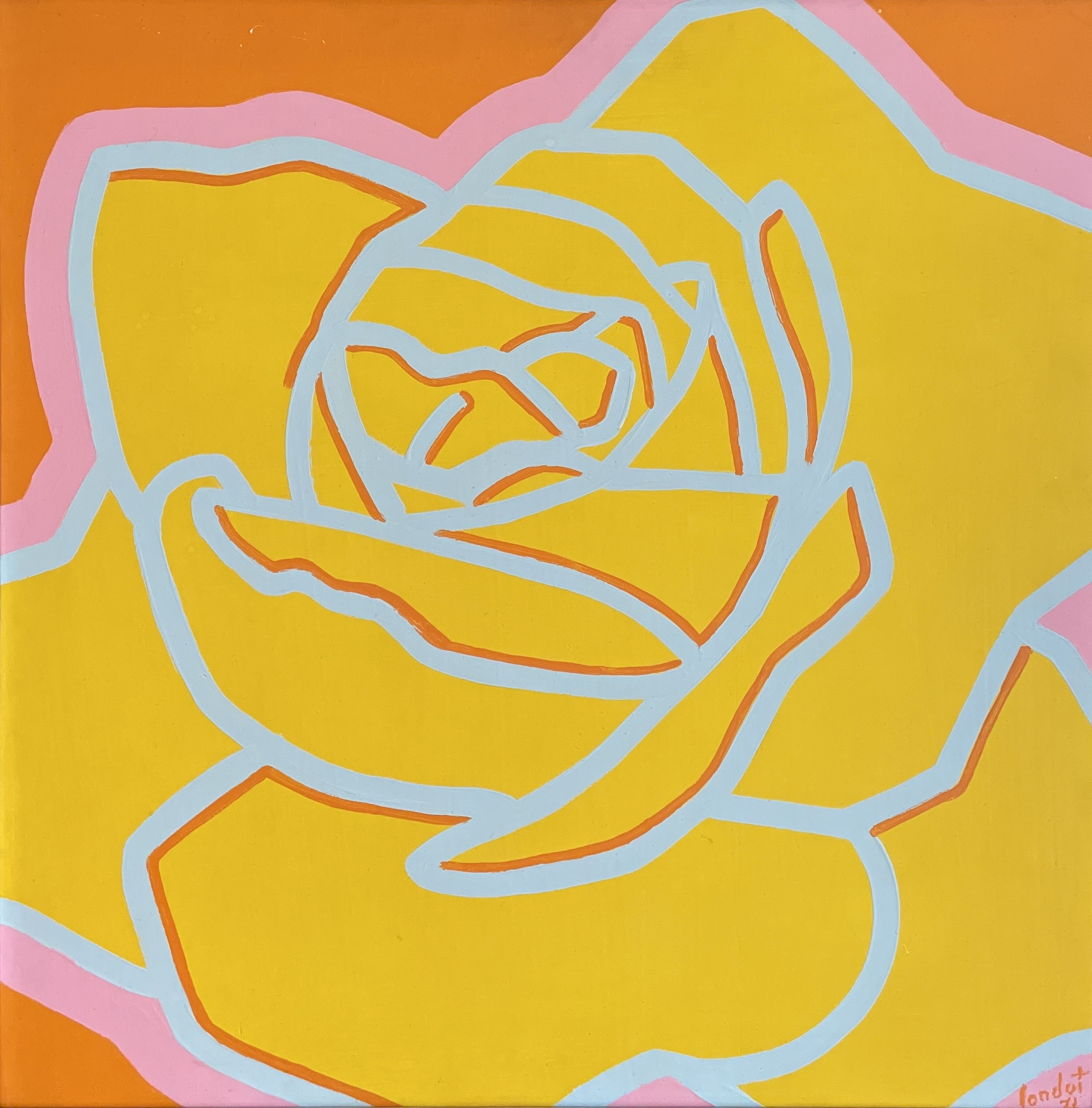
Rose N°38, 1971. Huile sur panneau, 60 × 60 cm.
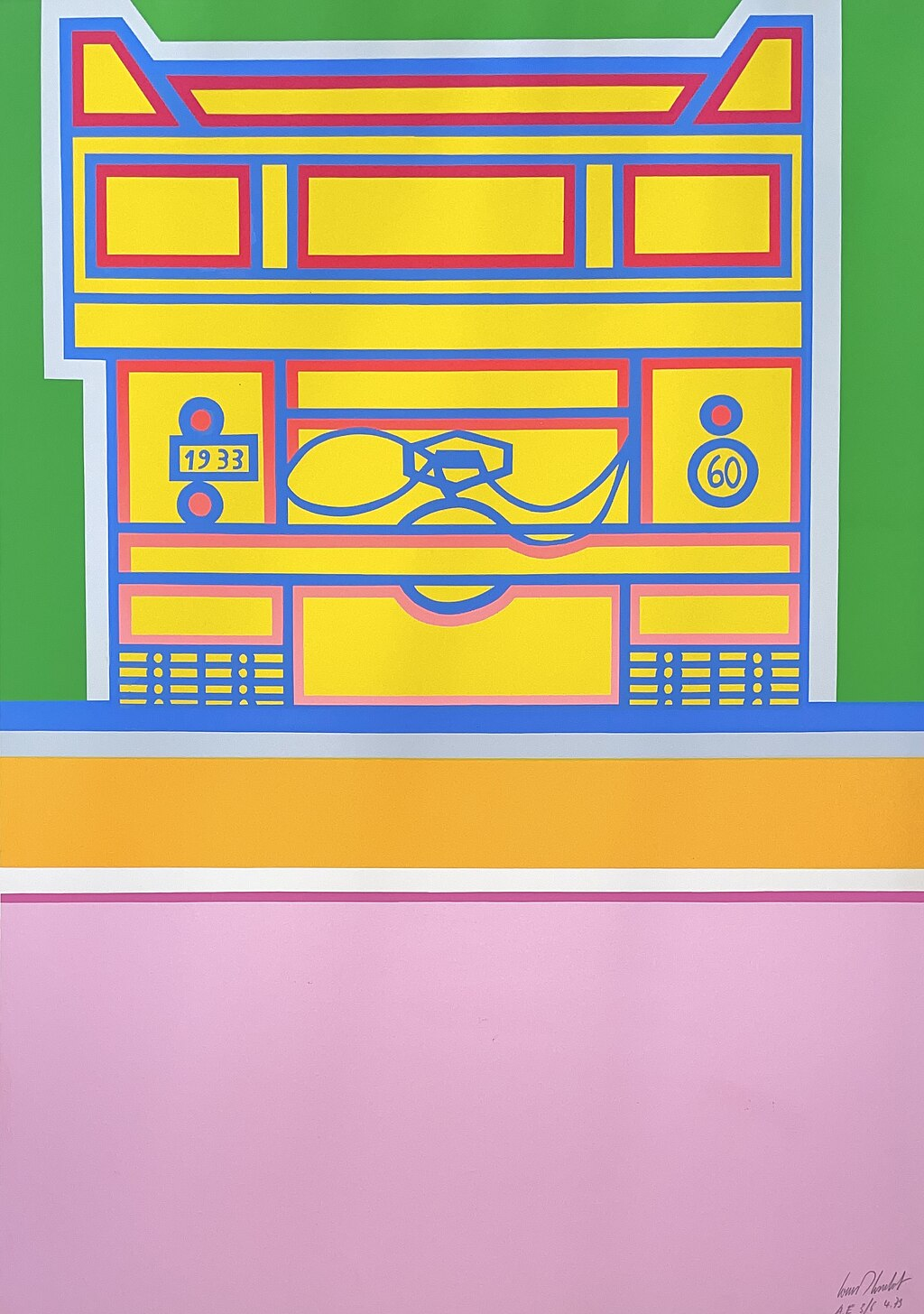
Camion AE, 1973. Sérigraphie, 98 × 68 cm.
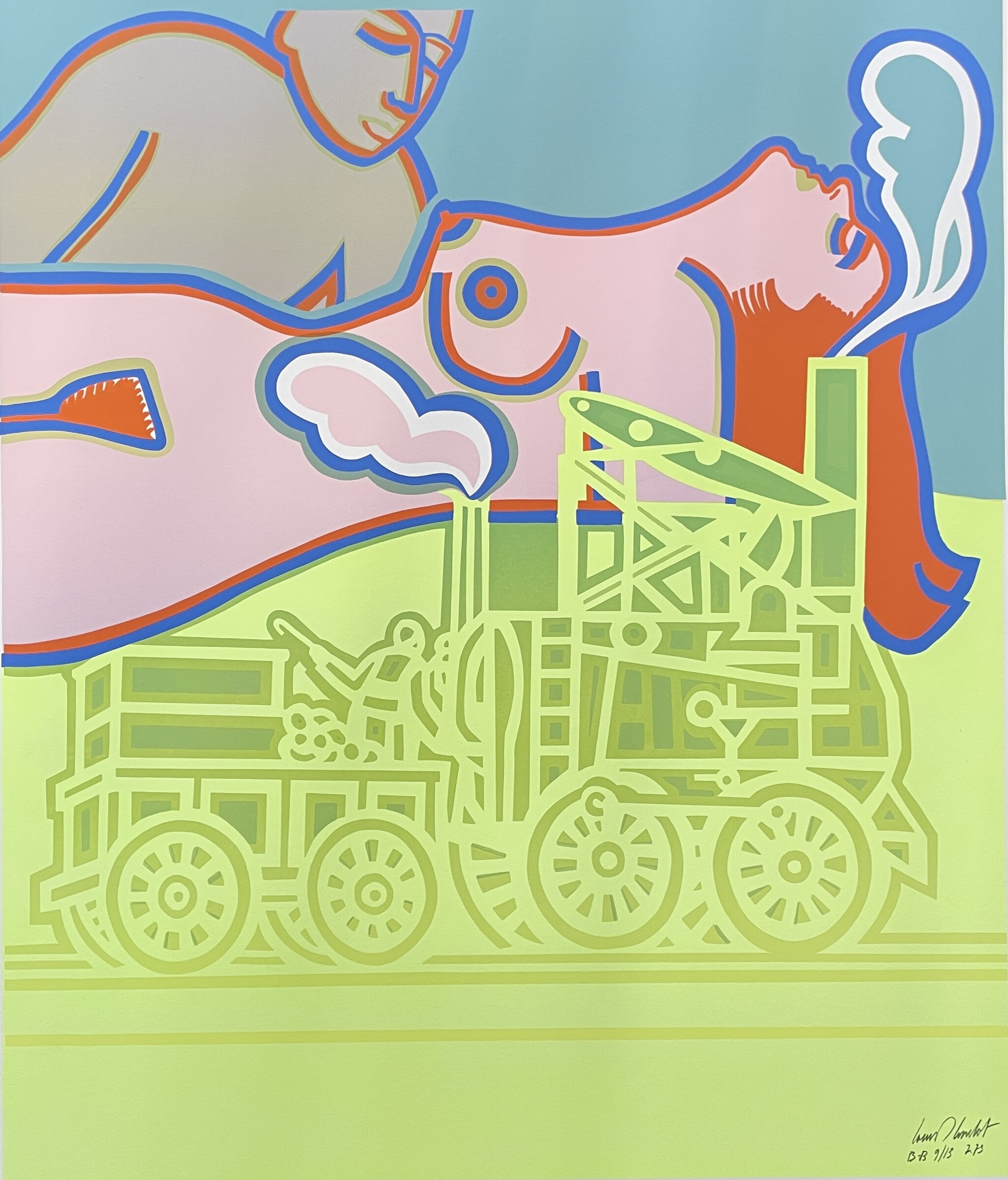
Petit Train BB, 1973. Sérigraphie, 80 × 68 cm.

## Présence dans les collections officielles (liste non-exhaustive)
Collection de la Fédération Wallonie-Bruxelles
- Objet sans Objet (1970), huile sur toile (200 × 75 cm)
- Camion jaune (1973), huile sur toile (180 × 100 cm)
- La Mer (1973), huile sur toile (100 × 100 cm)
- Sirocco (1983), acrylique sur panneau (150 × 150 cm)[13]

Collection de l’État Belge
- Temps Retrouvés (1961), technique mixte sur toile (100 × 95 cm) ; En dépôt au Musée communal des Beaux-Arts et de la céramique de Verviers
- Composition N°30 (1964), technique mixte sur toile (100 × 95 cm)

Province de Namur
- N°56 (1966), huile sur panneau (200 × 150 cm)
- Poids et Mesure (1970), huile sur toile (100 × 100 cm)
- Déconditionnement (1970), huile sur toile (100 × 100 cm)

Ville de Namur
- La Cathédrale de Namur (1947), huile sur toile (50 × 60 cm)

La Boverie - Liège
- Composition (1964), technique mixte sur toile (150 × 150 cm)

Banque Belfius
- Mouvement N°2 (1964), technique mixte sur toile (300 × 200 cm)[14]